# Kostel svaté Kunhuty (Hlína)
Kostel svaté Kunhuty je římskokatolický chrám v obci Hlína v okrese Brno-venkov. Je chráněn jako kulturní památka České republiky. Je filiálním kostelem neslovické farnosti.

## Historie
Původní kostel v Hlíně byl postaven v roce 1208. Nahradil jej současný barokní jednolodní chrám se segmentově ukončeným kněžištěm a hranolovou věží nad severozápadním průčelím, který postavil v roce 1771 Jan Karel Hromádko. Starý kostel, stojící jižně od nynějšího, byl zbořen v roce 1793, nový byl vysvěcen o rok později rosickým děkanem.
U kostela se nachází hřbitov.